# لو ناسيونال (فرنسا)
لو ناسيونال هي صحيفة فرنسية يومية تأسست في يناير 1830 على يد أدولف تيير، أرمان كارل ; فرانسوا أوغست مينييه، وصاحب المكتبة والناشر أوغست سوتيليه الذي كان أول مدير للصحيفة، بهدف محاربة النظام الثاني في استعراش آل بوربون.